# Erebia nelamus
Erebia nelamus är en fjärilsart som beskrevs av Jean Baptiste Boisduval 1840. Erebia nelamus ingår i släktet Erebia och familjen praktfjärilar. Inga underarter finns listade i Catalogue of Life.